# Gryfino
Gryfino er en by i det vestlige Polen, i zachodniopomorskie voivodskab (Stettin Byområdet). Gryfino er hovedsæde for amtet Powiat gryfiński. Gryfino ligger ved floden Oder tæt på Szczecin.

## Natur
- Bukowa Skoven

## Byer ved Gryfino
- Stettin
- Pyrzyce
- Chojna
- Mieszkowice
- Cedynia
- Trzcińsko - Zdrój
- Gartz (Oder) i Tyskland
- Penkun i Tyskland
- Stargard Szczeciński
- Police, Polen
- Myślibórz

## Landsbyer ved Gryfino
- Radziszewo
- Daleszewo
- Czepino
- Pargowo ved floden Oder (østlige bred) ved Kołbaskowo ved Szczecin og Police
- Mescherin ved floden Oder (østlige bred) ved Gartz i Tyskland
- Chlebowo
- Binowo
- Wełtyń
- Banie
- Widuchowa